# Melanoplus pinicola
Melanoplus pinicola är en insektsart som beskrevs av Fulton 1930. Melanoplus pinicola ingår i släktet Melanoplus och familjen gräshoppor. Inga underarter finns listade i Catalogue of Life.